# Alexander zu Dohna-Schlobitten (1899-1997)
Ne doit pas être confondu avec Alexander zu Dohna-Schlobitten.
Wilhelm Hermann Alexander prince zu Dohna-Schlobitten (né le 11 décembre 1899 à Potsdam et mort le 29 octobre 1997 à Bâle) est un propriétaire terrien, officier et auteur allemand.

## Biographie

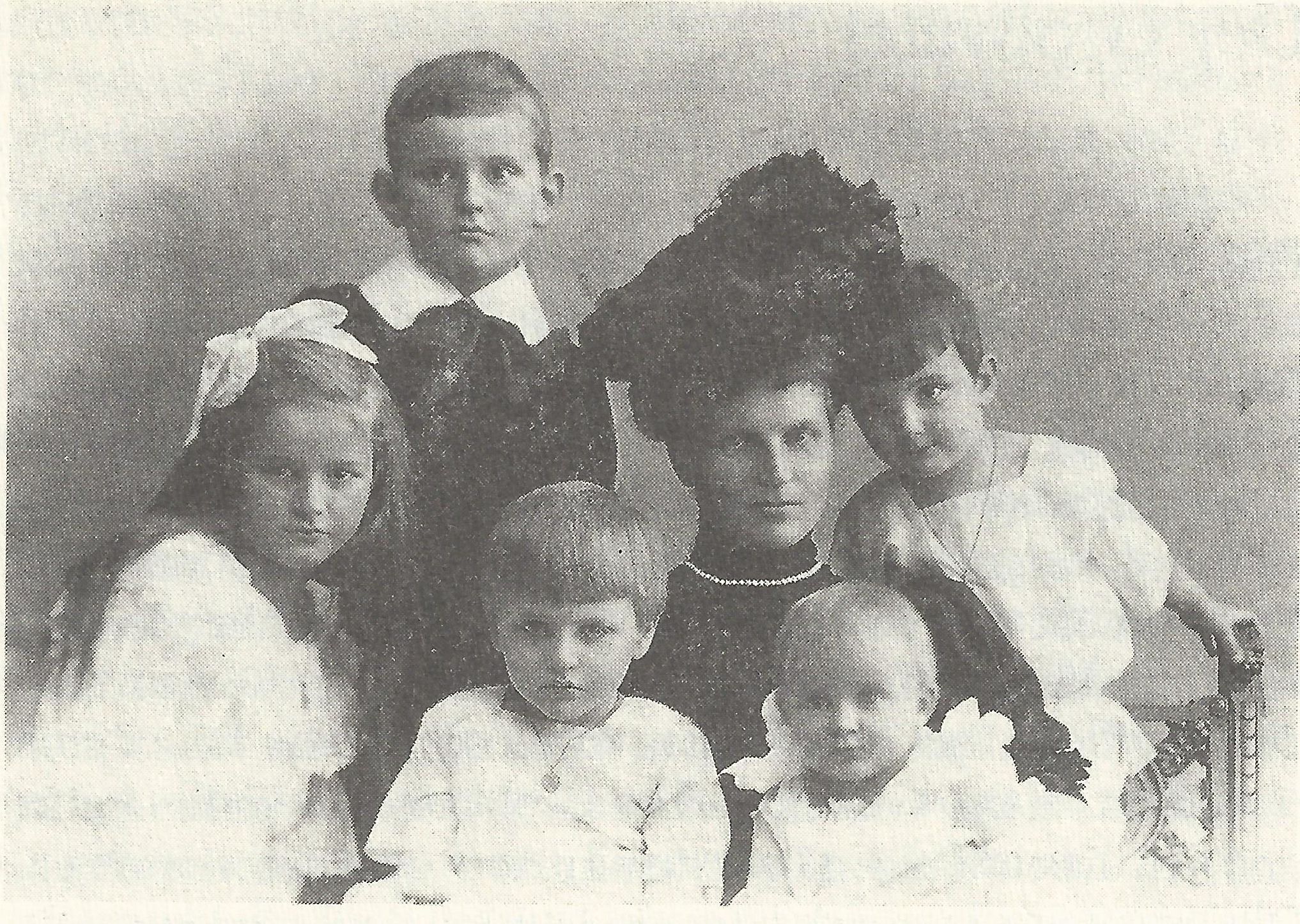
Alexandre, prince de Dohna-Schlobitten avec sa mère (Marie Mathilde née princesse de Solms-Hohensolms-Lich) et frères et sœurs, 1906 ; de gauche Ursula Anna, Alexander, Victor-Adalbert, Agnes et Christof

Alexander zu Dohna-Schlobitten passe son enfance à Potsdam, au manoir de Behlenhof et plus tard au château de Schlobitten dans la ville du même nom en Prusse-Orientale, siège ancestral de sa famille. Pendant la Première Guerre mondiale, en raison du danger d'invasion russe, lui et ses frères et sœurs sont évacués à Darmstadt par le grand-duc de Hesse, Ernest-Louis, qui lui est lié par sa mère, la princesse Marie Mathilde de Solms-Hohensolms-Lich (de). Après l'école à Darmstadt, il passe deux ans à Davos, où il obtient son diplôme d'études secondaires en 1918. Il est ensuite accepté comme cadet dans le régiment des Gardes du Corps. Il passe le court reste de la guerre près de Koursk. Après la fin de la guerre et la mort de son père Richard Emil zu Dohna-Schlobitten (de) (1872-1918), l'actuel prince zu Dohna reçoit une formation pratique en foresterie et en agriculture.
De 1924 à 1945, Dohna gère les domaines de Prusse-Orientale de Schlobitten et Prökelwitz (en). En 1926, il se marie avec Freda Antoinette comtesse d'Arnim-Muskau. Le mariage donne naissance à six enfants : Sophie Mathildie (née en 1927), Richard (1929-1939), Friedrich (né en 1933), Alexandra (1934-2020), Ludwig (né en 1937) et Johanna (née en 1943) .

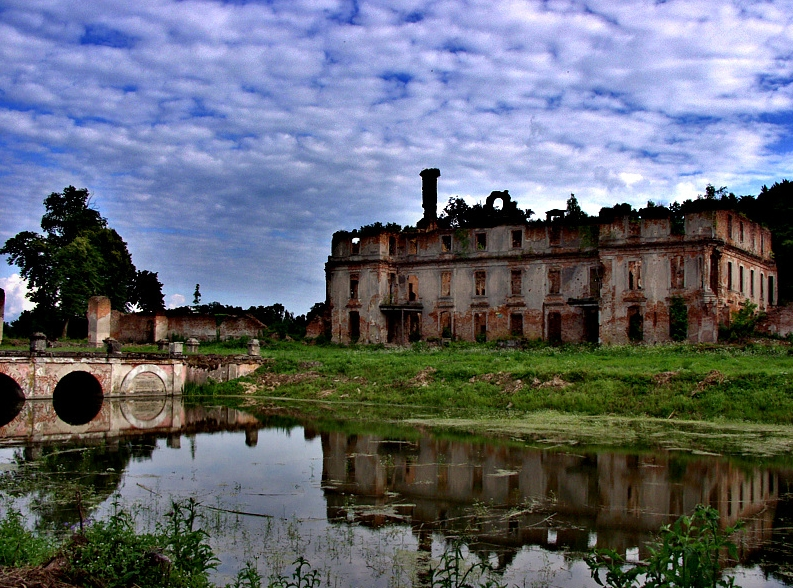
Les ruines de l'ancienne résidence du prince Dohna, le château de Schlobitten

Il est ouvert au début du régime national-socialiste. Grâce à son ancien camarade de classe Karl Wolff, il fait la connaissance de Heinrich Himmler et Hermann Göring et rejoint même la SS en tant que candidat. Au cours des années 1930, cependant, il s'éloigne de plus en plus de la politique, notamment sous l'influence de Kurt von Plettenberg (de) et de son oncle Heinrich zu Dohna-Schlobitten, qui appartiendront plus tard à la résistance active.De 1930 à 1939, Dohna-Schlobitten est membre de l'ordre de Saint-Jean, depuis 1937 en tant que chevalier de la loi. Le Johanniter-Ordenblatt de novembre 1939 fait alors état de sa démission en raison de sa double appartenance au NSDAP.
Au début de la Seconde Guerre mondiale, il est réactivé comme officier de réserve et participe à l'invasion de la Pologne puis à la guerre contre l'Union soviétique. Avec le grade de Rittmeister der Reserve, il est l'un des derniers membres de la 6e armée à être évacué par avion de la poche de Stalingrad le 18 janvier 1943, afin de remettre des documents secrets du colonel-général Paulus au haut commandement de l'armée. Peu de temps auparavant, il a pris connaissance des plans concrets de la résistance militaire pour se débarrasser d'Hitler, mais a pas participé activement aux préparatifs.
Lors de son déploiement sur le front italien, Dohna est expulsé de la Wehrmacht en mai 1944 pour désobéissance et manque de fiabilité politique pour son précédent refus de relayer un ordre d'exécution du commandant en chef allemand en Italie, le maréchal Albert Kesselring. Cet ordre ordonne l'exécution d'un commando américain de 15 hommes capturés. Dohna justifie son refus en se référant à la Convention de Genève, puisque les Américains se sont rendus volontairement et en uniforme en captivité allemande après l'échec de leur mission et que les troupes allemandes ont été alarmées. À son avis, ils devraient donc être traités comme des prisonniers de guerre et non comme des saboteurs. « J'ai fait remarquer qu'il s'agissait de soldats réguliers, tous vêtus de treillis de combat ; les deux officiers portaient leurs insignes de grade conformément au règlement,. Son supérieur, le général der Infanterie Anton Dostler, qui, contrairement à Dohna, en tant qu'officier supérieur, est au courant d'un ordre secret d'Hitler, l'Ordre Commando, transmet personnellement l'ordre de Kesselring et les prisonniers sont exécutés. Dostler est condamné par les Américains après la fin de la guerre et le exécuté le 1er décembre 1945.
En 1945, Dohna organise le plus grand convoi fermé de réfugiés de Prusse-Orientale : le 22 janvier 1945, sous sa direction, le convoi soigneusement préparée vers les domaines de Schlobitten et Prökelwitz part vers l'ouest. Après neuf semaines et de nombreux détours, le convoi de Dohna a parcouru environ 1500 kilomètres via la Prusse-Occidentale, la Poméranie, le Mecklembourg et la Basse-Saxe, avant d'être dispersé le 20 mars 1945 dans ce qui était alors le comté d'Hoya (de) près de Brême. 330 personnes, 140 chevaux (dont 31 poulinières Trakehner) et 38 chariots y sont arrivés. Au début, Dohna vit avec sa famille à Thedinghausen de 1945 à 1948. En 1946, il est cofondateur du groupe de travail de Göttingen.
En 1948, il s'installe en Suisse. Il y reçoit immédiatement un passeport suisse, puisque les Dohna ont hérité de la nationalité bernoise depuis 1657. Après dix ans en tant que manager chez Hoffmann-La Roche à Grenzach, Dohna créé sa propre entreprise. De 1961 à 1979, il dirige un service de nettoyage à sec à Lörrach et déménage à titre privé de Grenzach à Bâle.
Il est membre du Corps Borussia Bonn depuis 1922.

## Services
Peu avant la fin de la guerre, Alexander zu Dohna-Schlobitten a pu sauver une partie importante de l'inventaire du château de Schlobitten avant qu'il ne soit détruit par un incendie criminel après avoir été occupé par l'Armée rouge. Jusqu'en 2019, la collection Dohna-Schlobitten (de) montrait des œuvres d'art de tous genres dans le contexte qui s'est développé au fil des siècles au château de Schönhausen à Berlin. La collection est maintenant exposée au château de Doberlug (de).
En sauvant 31 poulinières Trakehner de son domaine de Schlobitten, Dohna a apporté une précieuse contribution au redémarrage de cette importante race de chevaux en Allemagne de l'Ouest après la guerre.
Réalisant que les anciens territoires orientaux allemands avaient finalement été perdus, Dohna entreprend un total de onze voyages en Pologne dans les années 1970 et 1980 pour demander pardon au peuple polonais et construire de nouveaux ponts. Avec des conseils, de l'argent et des avantages en nature, il soutient les efforts polonais pour restaurer au moins certains des monuments culturels en grande partie détruits en Prusse-Orientale.

## Publications
- Das Dohnasche Schloß Schlobitten in Ostpreußen. Mit Carl Grommelt u. Christine von Mertens, Lothar Graf zu Dohna und Christian Krollmann, in: Bau- und Kunstdenkmäler des deutschen Ostens, Reihe B, Bd. 5, W. Kohlhammer. Stuttgart, 1965. DNB
- Erinnerungen eines alten Ostpreußen. Siedler, Berlin 1989,  (ISBN 3-88680-330-9).